# Archie's Weird Mysteries
Archie's Weird Mysteries é uma série animada de televisão americana baseada nos personagens da Archie Comics. Produzida pela Les Studios Tex e pela DIC Productions L.P., a série foi inicialmente mostrada nas manhãs na rede PAX, muitas vezes com infomerciais que agendavam o programa.

## Elenco
Principal
- Andrew Rannells como Archie Andrews, um estudante ruivo da Riverdale High, repórter do jornal da escola.
- America Young como Betty Cooper, uma garota inteligente que é gentil, carinhosa e apaixonada por Archie e é a melhor amiga de Veronica.
- Camille Schmidt como Veronica Lodge, uma líder de torcida bonita, popular e rica que é a melhor amiga de Betty, com quem ela também compartilha uma rivalidade pelo carinho de Archie.
- Chris Lundquist como Jughead Jones, um cara engraçado, peculiar e nerd que adora comida e é o melhor amigo de Archie. Ele não gosta de garotas, exceto Betty e Nicola.
- Paul Sosso como Reggie Mantle, um atleta rico, autoconfiante e popular que tem uma queda por Veronica.
- Ben Beck como Dilton Doiley, um gênio nerd que é amigo de Archie, Jughead, Moose e Betty, que geralmente ajuda o grupo a salvar o dia.

Suporte
- Tony Wike como Mr. Waldo Weatherbee, o diretor da Riverdale High.
- Lucinda - pratica magia vodu; fornece conselhos a Archie quando ele precisa sobre o sobrenatural; cria poções para aqueles indivíduos apaixonados.
- Ryle Smith como Pop Tate, proprietário da "Pop Tate Chock'lit Shoppe".
- Sr. Fisk - CEO da ZoomCo que, depois de descobrir que sua bebida energética Zoom contém uma fórmula mutante que faz com que algumas pessoas se transformem em monstros, tenta subornar e impedir que Archie conte ao mundo na TV nacional. Ele convence Archie a não ir à imprensa, pois isso destruiria sua empresa e muitos novos empregos para Riverdale.
- Jerry Longe como Dr. Beaumont, o zelador e dar conselhos para Archie e amigos como ele resolve estranhos mistérios.
- Longe, o mordomo cínico de Veronica. Ele está ciente do sobrenatural, mas só mostra interesse em esperar por Veronica.
- John Michael Lee como Mr. Hiram Lodge, pai de Veronica que desaprova Archie.
- Sra. Geraldine Grundy - Também conhecida como "Ms. Grundy". A professora de Archie, Veronica, Betty, Jughead e Reggie. Ela tem sentimentos pelo Sr. Weatherbee.

## Histórias em quadrinhos
Uma banda desenhada em quadrinhos de Ashley, também intitulada como Archie's Weird Mysteries, escrita por Paul Castiglia, Bill Golliher e Rick Koslowski, e colorida por Stephanie Cofell foi publicada em 1999. Isto levou ao lançamento em fevereiro de 2000.

## Lançamento em DVD
Em 22 de julho de 2011, foi anunciado que a Mill Creek Entertainment havia adquirido os direitos de lançamento da série (sob licença da Cookie Jar Entertainment). Posteriormente, lançaram os Archie's Weird Mysteries - The Complete Series em DVD na Região 1 pela primeira vez em 21 de fevereiro de 2012. Em 6 de junho de 2017, a Mill Creek relançou a série completa em DVD na Região 1. Na Região 2, a Anchor Bay Kids Entertainment lançou coleções de dois volumes em DVD no Reino Unido em 2004. Cada volume contém quatro episódios da série.